# Sœurs de la charité de Saint-Charles
Pour les articles homonymes, voir Sœurs de Saint Charles.
Les Sœurs de la charité de Saint-Charles (de Nancy) ou Borroméennes ou Sœurs de la miséricorde de Saint-Charles-Borromée (latin : Sorores Misericordiae Sancti Caroli Borromei ; abréviation : SMCB) sont un ordre apostolique caritatif de droit pontifical de l'Église catholique romaine. Fondé en 1652 à Nancy sous le nom de « Sœurs de la charité de Saint-Charles-Borromée », l'ordre comprend sept congrégations autonomes. En France, elles sont plus connues comme « Sœurs de la charité ». Les sœurs s'occupent des personnes âgées et des malades, d'établissements d'enseignement, de la catéchèse, et de diverses activités pour les nécessiteux. L'Ordre et toutes ses congrégations sont de droit pontifical, c'est-à-dire que les sœurs dépendent directement du pape et non de leur évêque local respectif.

## Histoire
L'histoire de l'ordre remonte à l'époque difficile qui suit la guerre de Trente Ans. Joseph Chauvenel, avocat à Nancy, avait consacré sa vie aux pauvres, aux malades et aux abandonnés et mis en place un dispensaire pour les nécessiteux. Lorsqu'en 1651 la peste sévit à Toul, il s'y dévoue auprès des pestiférés, mais est lui-même infecté et meurt à l'âge de 31 ans. Suivant le désir du défunt, son père Emmanuel Chauvenel continue l'œuvre de sa vie et utilise ses biens pour le secours des pauvres, en particulier en fondant une maison de la miséricorde nommée « Maison de charité ». Quelques femmes s'en occupent en tant que bénévoles. Les premières sœurs sont appelées « Sœurs de la Sainte-Famille », signifiant sans doute ainsi qu'elles voulaient suivre l'esprit de Marie, Joseph et Jésus.
La fondation effective de l'ordre a lieu le 18 juin 1652 à Nancy. En 1662, Emmanuel Chauvenel donne aux sœurs une maison plus spacieuse « Saint-Charles », au-dessus de l'entrée de laquelle il y avait une statue de Saint Charles Borromée. C'est la raison pour laquelle les gens appelaient les sœurs : « Sœurs de Saint-Charles-Borromée » ou même « Borroméennes ».
Le 22 juillet 1679, les Sœurs de la « Maison de charité » émettent un vœu perpétuel de charité qui fait d'elles des sœurs de la charité. Elles sont alors accompagnées par le père Épiphane Louys, abbé prémontré à Etival, qui travaille à leur donner une règle propre.
L'ordre grandit rapidement.

## La fondation des diverses congrégations et leurs œuvres
Les sept congrégations de l'ordre sont les suivantes, :
- la congrégation de Nancy[6] ;
- la congrégation de Trèves[7] ;
- la congrégation de Prague/Znojmo[8] ;
- la congrégation de Trebnitz[9] ;
- la congrégation de Grafschaft[10] ;
- la congrégation de Mikolow[11] ;
- la congrégation de Vienne[12].

### Nancy

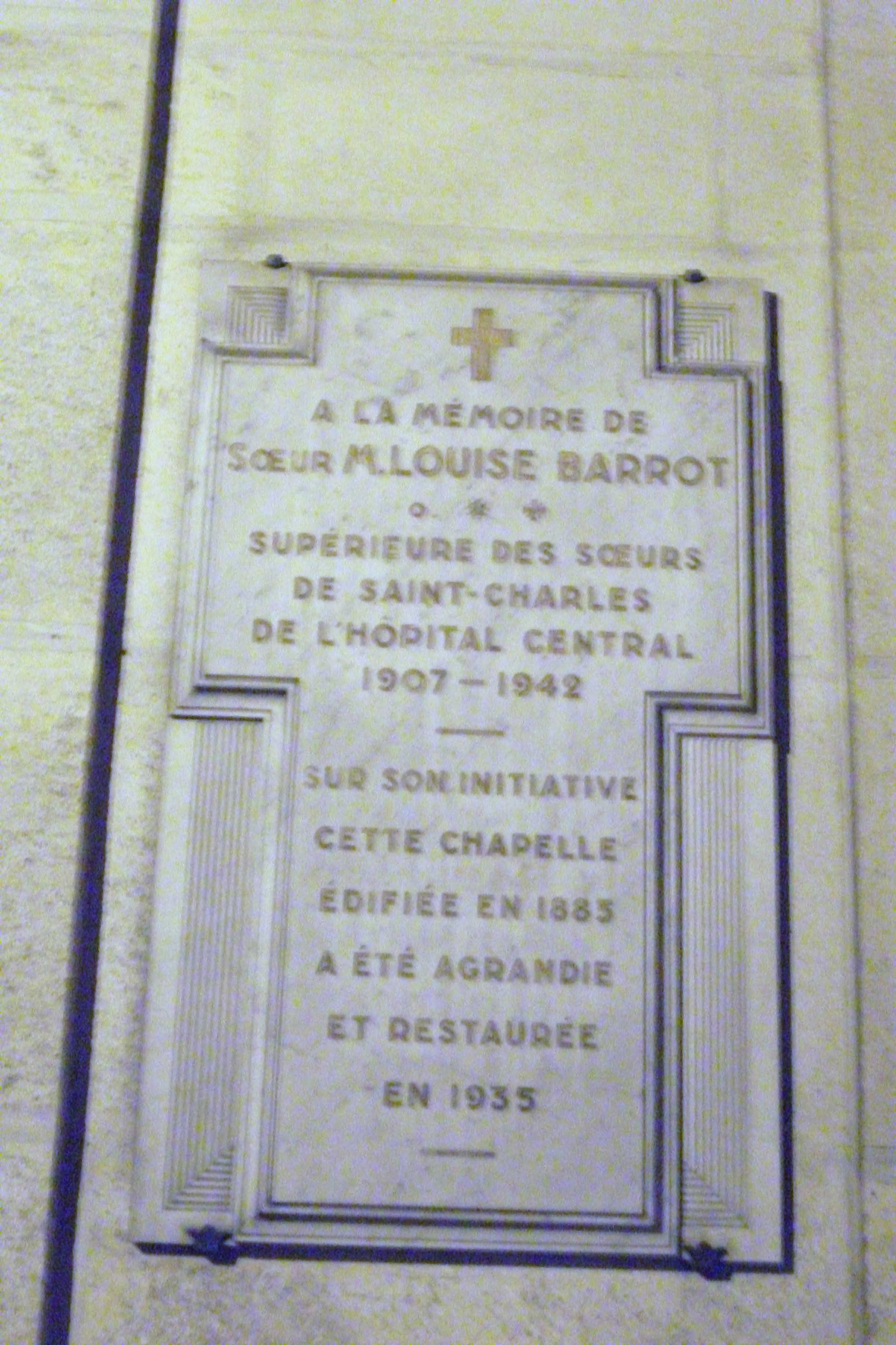
Plaque à l'hôpital central de Nancy

La maison de Nancy, lieu de la fondation, avait été le point de départ des premières sœurs pour l'Allemagne en 1811. Diverses communautés sont implantées surtout dans l'Est de la France (Meurthe-et-Moselle : Nancy, Azerailles, Bayon, Ludres, Maxéville, Mont-Saint-Martin, Vandœuvre, Villers-les-Nancy; Moselle : Thionville ; Meuse : Verdun ; Vosges : Remiremont ; Haute-Marne, Jura : Dole ; Bouches-du-Rhône : Abbaye Saint-Michel de Frigolet ; et Seine-Saint-Denis : Pantin) et en Belgique (Bertrix et Saint-Mard (Virton)). À l'invitation du Pape Pie IX, les sœurs sont allées en Italie en 1862, et s'occupèrent pendant longtemps de l'hôpital San Carlo di Nancy à Rome, jusqu'à sa cession en 1998. Elles ont encore en Italie la maison de retraite de Frascati. En 1957, la communauté s'implante au Sénégal, avec aujourd'hui trois lieux : Kolda, Vélingara et Thies. À partir de 1987, s'est aussi fondée la « Fraternité Saint-Charles », regroupant des laïcs désirant vivre dans l'esprit de la communauté.

### Trèves
Les premières sœurs en Allemagne arrivent de Nancy à Trèves en 1811 à l'appel de l'archevêque d'alors, Charles Mannay. En 1849 elles ont pour maison-mère provinciale de l'Allemagne la maison im Krahnen à Trèves. Pour résister au Kulturkampf, elles sont constituées en congrégation autonome en 1872 à Trèves. La provinciale qui devient ensuite supérieure générale, Xaveria Rudler (de), gère l'ordre jusqu'à sa mort en 1886. Cette congrégation et sa maison-mère gèrent par exemple une clinique à Trèves, Klinikum Mutterhaus der Borromäerinnen (de). Elle a d'autres établissements en Allemagne, ainsi qu'en Hollande et en Tanzanie. La mission de Tanzanie a commencé en 1985 à Mtinko (en). En 1991, la congrégation installait un noviciat à Mtinko, et près de 80 sœurs étaient réparties en trois établissements en Tanzanie. En 2014, il y a plus de 300 borroméennes de Trèves, dont plus de 200 en Allemagne et une centaine en Tanzanie.

### Prague
Un petit groupe de sœurs de Saint-Charles de Nancy fonde une communauté qui s'implante à Prague en 1837. Un hôpital à Prague, puis une institution à Řepy près de Prague, pour les enfants et les adultes en détresse ; ensuite, pendant 83 ans, les sœurs s'occupent des femmes condamnées à des peines de prison. Sous le régime communiste, l'État supprime les activités de la communauté pendant 40 ans, expulsant les religieuses dans les régions frontalières. Les sœurs ont pu revenir après la Révolution de velours, et organiser de nouveau leur service au profit des nécessiteux – personnes âgées ou malades; elles continuent de s'occuper des femmes en prison, en collaboration avec les services pénitentiaires. La Maison Saint-Charles de Řepy abrite de nos jours à la fois des personnes âgées ou malades (92 lits), la communauté des religieuses, les personnels et bénévoles, et des femmes condamnées - qui trouvent une place dans le service de l'ensemble de la maison.

### Neisse - Trebnitz - Grafschatz
En 1848 la branche de l'ordre qui est à Prague fonde un établissement à Neisse. Celui-ci est reconnu en 1857 comme congrégation autonome silésienne, et se déplace à Trebnitz en 1870. Du fait de l'occupation soviétique de la Silésie à partir de 1945, et sous l'administration polonaise, les sœurs allemandes sont expulsées de leur maison-mère de Trebnitz, où ne peuvent demeurer que des sœurs polonaises, jusqu'à Görlitz, et à partir de 1948 elles sont installées dans le Monastère de Grafschaft, dans le Sauerland. Ce site est devenu la maison-mère de cette congrégation depuis 1951. Les Sœurs tiennent l'hôpital attenant (de). Outre d'autres établissements en Allemagne, la congrégation s'est étendue en Roumanie, en Sibérie, en Israël et en Égypte,.
Les quelques sœurs polonaises qui ont été autorisées à rester à Trebnitz y tiennent toujours le monastère et sont encore rattachées à la congrégation, malgré des années de communications difficiles du fait de la situation politique. En 1945 elles avaient rendu le service de s'occuper à Tost (Haute-Silésie) des survivants du camp du NKVD (de) après sa dissolution.

### Mikolow
La province de Trebnitz a donné naissance à la congrégation autonome de Mikolow en 1939. De là, les sœurs sont allées en Zambie dès 1971.

### Vienne
La congrégation de Vienne est fondée par la branche de Prague en 1811 et est autonome depuis 1945. Elle s'occupe de maisons de retraites, de jardins d'enfants et de centres sociaux. Elle a aussi des instituts au Mexique.